# Bourg-le-Comte
Bourg-le-Comte – miejscowość i gmina we Francji, w regionie Burgundia-Franche-Comté, w departamencie Saona i Loara.
Według danych na rok 1990 gminę zamieszkiwało 210 osób, a gęstość zaludnienia wynosiła 18 osób/km² (wśród 2044 gmin Burgundii Bourg-le-Comte plasuje się na 701. miejscu pod względem liczby ludności, natomiast pod względem powierzchni na miejscu 823.).